# Dompaire (tổng)
Tổng Dompaire là một tổng của Pháp, tọa lạc tại tỉnh Vosges trong vùng Lorraine của Pháp.

## Phân chia hành chính
Tổng Dompaire được chia thành 30 xã:
- Les Ableuvenettes: 69 dân
- Ahéville: 67 dân
- Bainville-aux-Saules: 139 dân
- Bazegney: 81 dân
- Begnécourt: 141 dân
- Bettegney-Saint-Brice: 114 dân
- Bocquegney: 103 dân
- Bouxières-aux-Bois: 123 dân
- Bouzemont: 44 dân
- Circourt: 89 dân
- Damas-et-Bettegney: 320 dân
- Derbamont: 107 dân
- Dompaire: 919 dân
- Gelvécourt-et-Adompt: 88 dân
- Gorhey: 158 dân
- Gugney-aux-Aulx: 133 dân
- Hagécourt: 150 dân
- Harol: 502 dân
- Hennecourt: 323 dân
- Jorxey: 85 dân
- Légéville-et-Bonfays: 59 dân
- Madegney: 74 dân
- Madonne-et-Lamerey: 384 dân
- Maroncourt: 13 dân
- Racécourt: 151 dân
- Regney: 71 dân
- Saint-Vallier: 62 dân
- Vaubexy: 122 dân
- Velotte-et-Tatignécourt: 148 dân
- Ville-sur-Illon: 460 dân

## Hành chính
| Ngày bầu                         | Tên             | Đảng | Tư cách             |
| -------------------------------- | --------------- | ---- | ------------------- |
| Dữ liệu trước năm 2004 không rõ. |                 |      |                     |
| Réélu en 2004                    | François Bazard | UMP  | Thị trưởng Dompaire |

## Biến động dân số
| 1962                                         | 1968 | 1975 | 1982 | 1990 | 1999 |
| -------------------------------------------- | ---- | ---- | ---- | ---- | ---- |
| 6037                                         | 5650 | 5092 | 4961 | 5150 | 5299 |
| Số liệu từ năm 1968: Dân số không tính trùng |      |      |      |      |      |